# Maumusson-Laguian
 Maumusson-Laguian  là một xã thuộc tỉnh Gers trong vùng Occitanie tây nam nước Pháp. Xã này có độ cao trung bình 145 mét trên mực nước biển.